# Andrzej Basik
Andrzej Basik (ur. 22 marca 1960 w Wilkowicach) – polski judoka, olimpijczyk.
Zdobywca dwóch brązowych medali mistrzostw Europy w kat. open w 1985 i 1987. Uczestnik Igrzysk Olimpijskich w Seulu w 1988, w których wystartował w kat. powyżej 95 kg. Po dwóch wygranych walkach, w trzeciej rundzie przegrał z koreańczykiem Cho Yong-chulem i odpadł z konkursu. W 1986 zdobył dwa medale Igrzysk Dobrej Woli (open – srebro, +95 kg – brąz).
Zawodnik Gwardii Katowice i Gwardii Bielsko-Biała. Dwukrotny mistrz Polski (1986 i 1987) w kategorii 95 kg i dwukrotny brązowy medalista (1986 i 1987) w kategorii open).